# Ивановское (Конаковский район)
Ивановское — деревня в Конаковском районе Тверской области. Входит в состав Козловского сельского поселения.

## География
Находится в юго-восточной части Тверской области на расстоянии приблизительно 47 км на юго-запад по прямой от районного центра города Конаково на правом берегу реки Лама.

## История
Известна с 1851 года. В 1859 году здесь (деревня Клинского уезда Московской губернии) было учтено 12 дворов. Ныне имеет дачный характер.

## Население
Численность населения: 93 человека (1859 год), 0 как в 2002 году, так и в 2010.